# Saint-Maurice-le-Vieil
Saint-Maurice-le-Vieil este o comună în departamentul Yonne, Franța. În 2009 avea o populație de 301 de locuitori.

## Evoluția populației
| An        | 1975 | 1982 | 1990 | 1999 | 2006 | 2009 |
| --------- | ---- | ---- | ---- | ---- | ---- | ---- |
| Populație | 203  | 228  | 211  | 217  | 261  | 301  |